# Медлеша
Медлеша — деревня в Шенкурском районе Архангельской области. Входит в состав муниципального образования «Шеговарское».

## География
Деревня расположена в южной части Архангельской области, в таёжной зоне, в пределах северной части Русской равнины, в 30 километрах на север от города Шенкурска, на левом берегу реки Вага. Ближайшие населённые пункты: на востоке, на противоположном берегу реки, деревня Стеховская.
Часовой пояс
Медлеша, как и вся Архангельская область, находится в часовой зоне МСК (московское время). Смещение применяемого времени относительно UTC составляет +3:00.

## Население
| 2002 | 2010 | 2012 |
| ---- | ---- | ---- |
| 5    | ↘1   | ↗4   |

## История
Указана в «Списке населённых мест Архангельской губернии к 1905 году» как деревня Немировская (Медлеша). насчитывает 67 дворов, 291 мужчину и 256 женщин. В административном отношении деревня входила в состав Смотраковского сельского общества Смотраковской волости Шенкурского уезда.
28 марта 1918 года из Смотраковской волости выделилась Немировская. В составе новой волости было три деревни: Верхняя Медлеша, Средняя(Немировская) и Нижняя Медлеша. Волостное правление находилось в деревне Средней. На 1 мая 1922 года в волости совокупно было 115 дворов, в которых проживали 255 мужчин и 347 женщин.

## Достопримечательности
Церковь Лазаря Праведного  Объект культурного наследия № 2900001383  — деревянная церковь, построенная в период с 1890 по 1898 годы на средства прихожан. Представляет собой неравногранный в плане восьмерик с главкой, с алтарем, боковыми притворами, небольшой трапезной и колокольней. В 2017 году начаты консервационные работы.